# 봉원사

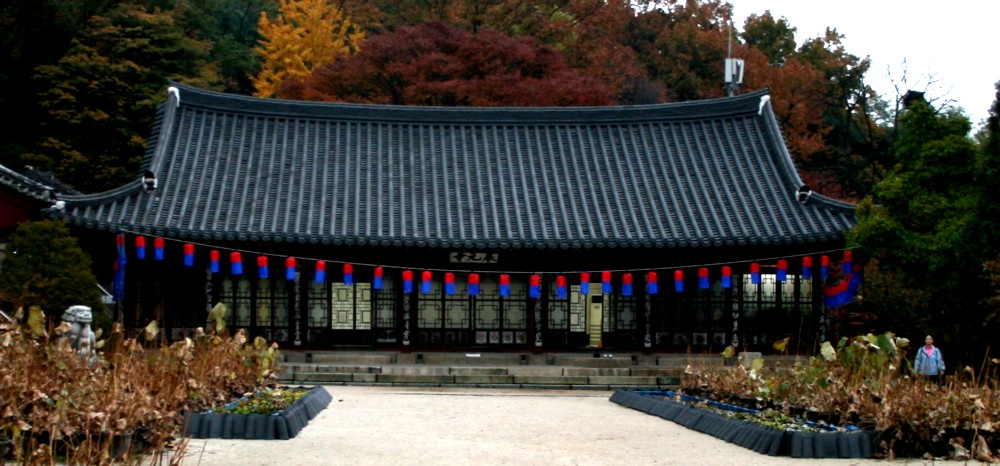
봉원사

봉원사(奉元寺)는 한국불교태고종의 총본산 사찰이다. 서울 서대문구 봉원동 산1번지의 안산 자락에 있다.

## 사찰 역사
신라 말기 진성여왕 3년인 889년에 도선이 처음 지은 것으로 전해진다. 당시의 이름은 반야사(般若寺)였다. 이후 고려 공민왕 때 보우(普愚)가 크게 중창하였다. 조선 태조가 불교에 심취했을 때 삼존불을 조성해 봉원사에 봉안하였고, 사후에는 태조의 초상이 봉안되기도 했다.
임진왜란 때 소실되었다가 다시 짓는 등 조선 영조 때까지 지금의 연세대학교 자리인 연희궁 터에 있었다. 영조 24년인 1748년에 지금의 터로 이전하였고, 영조는 친필로 봉원사라는 글씨를 쓴 현판을 내렸다. 영조의 친필 현판은 한국 전쟁 때 소실되었다. 이때부터 새로 지은 절이라 하여 신도들 사이에서는 '새절'이라 불렀다. 정조 때 전국 승려의 풍기를 바로잡기 위한 8도승풍규정소(八道僧風糾正所)가 세워질 정도로 사세가 컸다.
조선 말기에는 승려 이동인이 머물러 갑신정변의 요람이 되었다. 이동인은 이 곳에서 박영효, 김옥균, 서광범 등 개화파 청년들과 교류하였고, 일본을 내왕하면서 이들에게 개화 문물을 전해주었다.
1954년부터 시작된 오랜 불교계 분규 과정에서 사찰 운영은 태고종이, 토지 소유권은 대한불교조계종이 갖게 되어 순천 선암사와 함께 대표적인 분규 사찰로 꼽힌다.

## 문화재
중요무형문화재 제48호 기능보유자로 지정된 승려 이만봉이 단청 분야에서 후학들을 지도하고 있다.
중요무형문화재 제50호로 지정된 영산재(靈山齋)도 해마다 시연된다. 문화재 지정 단체는 영산재보존회이며, 보유자는 범패 부분 김인식(법명 구해)이다. 옥천범음대학을 함께 두어 후학을 양성하고 있다.
- 봉원사 아미타괘불도 - 서울특별시 유형문화재 제363호

## 같이 보기
- 안산

## 참고자료
- “역사”. 봉원사. 2008년 5월 12일에 원본 문서에서 보존된 문서. 2008년 5월 4일에 확인함.